# Pázmánd
Pázmánd là một thị trấn thuộc hạt Fejér, Hungary. Thị trấn này có diện tích 27,14 km², dân số năm 2010 là 2043 người, mật độ 75 người/km².